# Jošikacu Kavaguči
Jošikacu Kavaguči (japonsko 川口 能活), japonski nogometaš, * 15. avgust 1975, Šizuoka, Japonska.
Za japonsko reprezentanco je odigral 116 uradnih tekem.